# Таштюбе
Таштюбе́ (рос. Таштюбе, башк. Таштүбә) — присілок у складі Альшеєвського району Башкортостану, Росія. Входить до складу Ташлинської сільської ради.
Населення — 191 особа (2010; 203 в 2002).
Національний склад:
- башкири — 100 %